# Нануманга

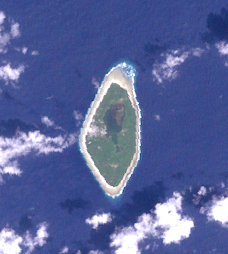
Космический снимок атолла.

Нануманга (англ. Nanumanga) — атолл и административно-территориальная единица (островной совет) государства Тувалу.

## География
Нануманга имеет форму овала. Площадь — 2,78 км² У острова две лагуны. Суша покрыта сухой растительностью, на берегу — мангровыми деревьями.

## История
Нануманга был открыт 5 мая 1781 года испанским торговцем Франциско Маурелле (исп. Francisco Maurelle). В 1986 году археологами на острове были найдены пещеры, в которых сохранились очаги огня доисторических жителей Нануманга.

## Население
В 2002 году численность населения Нануманга составляла 589 человек. Единственные поселения острова — деревни Тонга (308 чел.) и Токелау (281 чел.).